# Salfords and Sidlow
Salfords and Sidlow es una parroquia civil del distrito de Reigate and Banstead, en el condado de Surrey (Inglaterra).

## Geografía
Según la Oficina Nacional de Estadística británica, Salfords and Sidlow tiene una superficie de 18,75 km².

## Demografía
Según el censo de 2001, Salfords and Sidlow tenía 3069 habitantes (50,41% varones, 49,59% mujeres) y una densidad de población de 163,68 hab/km². El 17,14% eran menores de 16 años, el 75,43% tenían entre 16 y 74 y el 7,43% eran mayores de 74. La media de edad era de 41,33 años. Del total de habitantes con 16 o más años, el 23,95% estaban solteros, el 61,07% casados y el 14,98% divorciados o viudos.
El 92,67% de los habitantes eran originarios del Reino Unido. El resto de países europeos englobaban al 1,96% de la población, mientras que el 5,38% había nacido en cualquier otro lugar. Según su grupo étnico, el 95,25% eran blancos, el 0,98% mestizos, el 2,12% asiáticos, el 0,55% negros, el 0,75% chinos y el 0,26% de cualquier otro. El cristianismo era profesado por el 73,7%, el budismo por el 0,29%, el hinduismo por el 1,17%, el judaísmo por el 0,13%, el islam por el 0,2%, el sijismo por el 0,42% y cualquier otra religión por el 0,62%. El 16,45% no eran religiosos y el 7,01% no marcaron ninguna opción en el censo.
1637 habitantes eran económicamente activos, 1601 de ellos (97,8%) empleados y 36 (2,2%) desempleados. Había 1283 hogares con residentes, 22 vacíos y 3 eran alojamientos vacacionales o segundas residencias.